# Tricalamus jiangxiensis
Tricalamus jiangxiensis är en spindelart som beskrevs av Li 1994. Tricalamus jiangxiensis ingår i släktet Tricalamus och familjen Filistatidae. Inga underarter finns listade i Catalogue of Life.